# Rivière des Ténèbres
La rivière des Ténèbres est un cours d'eau qui coule en Haïti dans le département du Nord-Est, et un affluent de la rivière Libon, donc un sous-affluent du fleuve Artibonite.

## Géographie
Cette rivière prend sa source sur le versant haïtien du massif montagneux de la Cordillère Centrale.
Elle rejoint la rivière Libon. Cette dernière étant un des nombreux affluents du fleuve Artibonite.
La rivière des Ténèbres longe la frontière de la République dominicaine pendant une partie de son cours supérieur, tout comme la rivière Libon dans laquelle elle se jette.